# تلال إدياكارا
تلال إديكار (بالإنجليزية: Ediacara Hills)‏، وهي مجموعة من التلال المنخفضة في الجزء الشمالي من نطاقات فلندرز في جنوب أستراليا، على بعد حوالي 650 كيلومترًا (400 ميل) شمال عاصمة الولاية أديلايد. المنطقة بها العديد من مناجم النحاس والفضة القديمة من نشاط التعدين خلال أواخر القرن التاسع عشر. تحتوي التلال أيضًا على أحافير لأشكال الحياة المبكرة متعددة الخلايا، وقد أعطت اسمها العصر الأدياكاري الجيولوجية.
هناك أماكن أخرى على وجه الأرض بها حفريات من العصر الإدياكاري بما في ذلك مواقع في نيوفاوندلاند على طول المحيط الأطلسي. توجد مستوطنة تسمى إديكارا في منطقة تلال إديكارا، لكنها صغيرة. نظرًا لموقع التلال بالنسبة لخط جويدر، لا يوجد الكثير من المياه السطحية والمياه الجوفية المحدودة.